# Farrea sollasi
Farrea sollasi är en svampdjursart som beskrevs av Schulze 1886. Farrea sollasi ingår i släktet Farrea och familjen Farreidae.

## Underarter
Arten delas in i följande underarter:
- F. s. yakushimensis
- F. s. sollasi